# Покрајина Ардабил
Ардабил (перс. استان اردبیل; азер. اردبیل) је једна од 30 покрајина Ирана. Налази се на северу земље. Обухвата површину од 17.800 km² на којој живи око 1.270.000 становника. Граничи се са Азербејџаном на северу и истоку, и покрајином Источни Азербејџан на западу, Гилан на југоистоку и Занџаном на југу.
Административно седиште покрајине је истоимени град Ардабил.

## Окрузи
| Карта                | Округ (шахерестан) |
| -------------------- | ------------------ |
|                      |                    |
| Ардабилски округ     |                    |
| Билесаварски округ   |                    |
| Гермијски округ      |                    |
| Халхалски округ      |                    |
| Ковсарски округ      |                    |
| Мешгиншахерски округ |                    |
| Намински округ       |                    |
| Нирски округ         |                    |
| Парсабадски округ    |                    |
| Сареински округ      |                    |